# Frances Fitzgerald
Ne doit pas être confondu avec Frances FitzGerald.
Pour les articles homonymes, voir FitzGerald.
Frances Fitzgerald, née Frances Ryan le 1er août 1950 à Croom en Irlande, est une femme politique irlandaise, membre du Fine Gael. Elle est députée européenne de 2019 à 2024. 

## Biographie
Elle est ministre de l'Enfance et des Affaires sociales de 2011 à 2014 puis ministre de la Justice et de l'Égalité de 2014 à 2017, à quoi elle ajoute la fonction de vice-Premier ministre de 2016 à 2017.
Elle est sénatrice, pour le panel du travail, de 2007 à 2011, puis députée de 2011 à 2019.
En novembre 2017, Frances Fitzgerald est accusée d'avoir interféré dans le cas d'un lanceur d'alerte qui portait des accusations de pratiques douteuses et de corruption à l'intérieur du Gardai. Elle commence par nier les accusations, mais, le 28 novembre, elle présente sa démission au Taoiseach, qui l'accepte. Elle est remplacée le 30 novembre 2017 par Simon Coveney.
En mai 2019, elle est élue au Parlement européen, où elle siège au groupe du Parti populaire européen (PPE). Elle ne se représente pas en 2024.